# Speed (ciclismo)

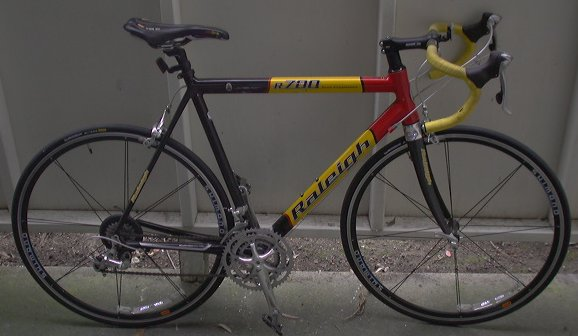
Bicicleta de corrida com quadro de alumínio.

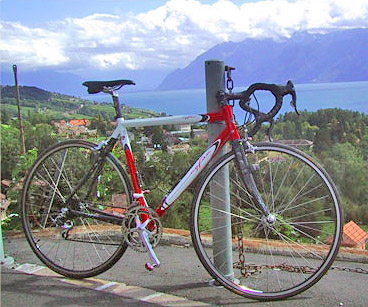
Bicicleta de corrida feita de alumínio e fibra de carbono.

Speed são bicicletas feitas para velocidade. Bicicletas speed são mais leves que outros tipos, além de terem uma arquitetura voltada para o formato aerodinâmico. Graças à moderna indústria, a bicicleta é cada vez mais leve, resistente e veloz. Uma brilhante vitória para a máquina que melhor uso faz da energia humana.]
Em julho de 1990. depois de pedalar 90 horas, 43 minutos e 20 segundos, o americano Gregory LeMond venceu pela terceira vez o Tour de France, a mais famosa e importante prova ciclística do mundo. Para LeMond, foi uma questão realmente pessoal. Um ano antes, sua vitória apenas 8 segundos à frente do favorito, o francês Laurent Fignon, estabeleceu um recorde às avessas: foi a menor diferença entre os dois primeiros classificados registrada nessa modalidade de corrida.
Na verdade, a pequena vantagem deixou margem para que os especialistas em ciclismo atribuíssem o êxito do americano não a seu esforço individual, mas à utilização de um novo aparato, destinado a aumentar a aerodinâmica de sua bicicleta. Tratava-se de uma extensão em forma de U, presa ao guidão, que permite ao ciclista apoiar o cotovelo sem sair da posição que proporciona o melhor rendimento nas pedaladas. A uma velocidade de 40 km/h, LeMond foi ganhando de seu adversário francês até 2 segundos por quilômetro rodado, um desempenho tão notável que levou Fignon a adotar o dispositivo em outras provas.
Em pé de igualdede, no ano seguinte o americano pôde provar sua superioridade sem nenhuma margem de dúvida: foram 2 longos minutos e 6 segundos de vantagem sobre o segundo colocado, desta vez o italiano Claudio Chiapucci. Com uma nova vitória na clássica prova, LeMond demonstrou como somar homem e tecnologia. Como bem mostra o ciclismo, a luta pelo tempo hoje em dia, é travada não só pelos competidores, mas por toda equipe, que tem de desenvolver equipamentos cada vez melhores e mais eficientes.
Tarefa difícil, pois a bicicleta tem sido a mais eficiente máquina já criada para converter energia humana em propulsão. Apenas 1% da energia transmitida das pernas à roda traseira se perde, o que torna possível ao ciclista manter facilmente a marcha entre 16 e 19 km/h, isto é, quase quatro vezes a velocidade do caminhar. Não é por outra razão que o formato deste veículo pouco mudou  ao longo de sua história.

## Rodas carenadas batem recorde

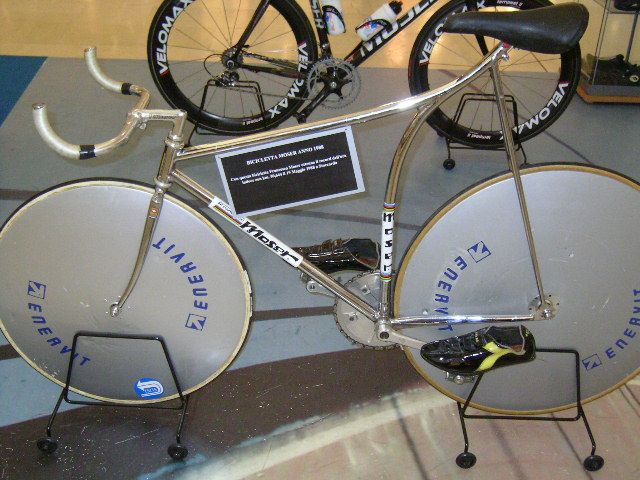
Bicicleta usdta por Moser em 1984

Decidido a quebrar o recorde de velocidade contra o relógio, o ciclista italiano Francesco Moser, em vez de se lançar a cansativos treinamentos, foi antes buscar apoio nas últimas novidades tecnológicas. A partir de suas características físicas pessoais, ele desenvolveu no computador uma bicicleta totalmente diferenciada, com quadro inclinado, guidão especial e rodas carenadas. Sobre ela, tornou-se o primeiro homem a superar a barreira dos 50 quilômetros em uma hora de pedaladas.
Até hoje, seu recorde de exatos 51,151 km/h no velódromo na Cidade do México ainda não foi batido, mas suas inovações tornaram comuns ou até mesmo obsoletas nos modelos de corrida. As rodas carenadas ou reticulares (com o centro do aro fechado), por exemplo, uma ideia que parece datar do século passado, não haviam sido aceites antes por ciclistas ou engenheiros. Moser demonstrou que as rodas podem ter melhor impulsão se passarem a assumir o comportamento de uma estrutura maciça, deformando-se bem menos que os vários raios finos dos modelos convencionais cortando o ar com mais facilidade.
Seu único inconveniente para as provas que ocorrem fora dos velódromos - a resistência que oferecem às rajadas de ventos laterais, capazes de desequilibrar o ciclista - foi superado em 1991. A empresa americana Specialized Bycicle Components criou uma nova roda com três raios grossos, feitos de material especial, mais leve e resistente, composto de uma mistura de fibras de carbono, resina epóxi,Kevlar e alumínio. Desenvolvido num dos sessenta computadores CRAY existentes no mundo na época, sua aerodinâmica perfeita pode representar uma valiosa economia de 10 minutos numa corrida de 160 quilômetros.
Roupas colantes de menor atrito com o ar, óculos protetores envolventes e pelos das pernas raspados: tudo é válido para conseguir melhor aerodinâmica e ganhar alguns segundos de vantagem. O polêmico guidão Scott, como é conhecido o aparato usado por LeMond, é um resumo desse esforço. O nome é uma homenagem ao ciclista americano Scott Allen, primeiro a utilizá-lo em 1987 nas foi outro americano quem descobriu, em pesquisas no túnel de vento, que os esquiadores conseguiam um avanço quando diminuíam sua largura, e não a altura, como se pensava até então. Assim ao jogar os braços para a frente e apoiar os cotovelos, os ciclistas, imitando os esquiadores, diminuem sua largura sobre a bicicleta em 8 centímetros. A altura, embora menos decisiva, também baixa 15 centímetros.